# سفارة ألبانيا في الولايات المتحدة
سفارة ألبانيا في الولايات المتحدة هي أرفع تمثيل دبلوماسي لدولة ألبانيا لدى الولايات المتحدة. تقع السفارة في واشنطن العاصمة وهي تهدف لتعزيز المصالح الألبانية في الولايات المتحدة.

## وصلات خارجية
- الموقع الرسمي
- قائمة سفارات ألبانيا
- قائمة السفارات في الولايات المتحدة